# Lago Merín
Lago Merín ist eine Ortschaft in Uruguay.

## Geographie
Sie befindet sich auf dem Gebiet des Departamento Cerro Largo in dessen Sektor 3 am Ufer der Laguna Merín. Westlich Lago Meríns mündet der Arroyo Tres Islas. Lago Merín liegt einige Kilometer südöstlich der Stadt Río Branco.

## Einwohner
Lago Merín hatte bei der Volkszählung im Jahre 2011 439 Einwohner, davon 220 männliche und 219 weibliche.
| Jahr | Einwohner |
| ---- | --------- |
| 1963 | 67        |
| 1975 | 65        |
| 1985 | 110       |
| 1996 | 247       |
| 2004 | 327       |
| 2011 | 439       |

Quelle: Instituto Nacional de Estadística de Uruguay